# 캐런 맥두걸
캐런 맥두걸(영어: Karen McDougal, 1971년 3월 23일 ~ )은 미국의 여자 모델, 배우이다. 1990년대 플레이보이지의 표지 모델로 이름을 알렸는데, 1997년 12월 이번 달의 플레이메이트로 선정되었고 이듬해 올해의 플레이메이트로 선정되었다. 2001년 플레이보이 독자들에에게 '1990년대 섹시한 모델 리스트'에서 2위로 뽑혔다.